# Jisr az-Zarqa
Jisr az-Zarqa (hebreo: ג'סר א-זרקא, árabe: جـِسـْر الزرقاء) es una aldea situada en el norte de Israel. Tiene una población estimada, a fines de enero de 2022, de 15 312 habitantes.
Es la única localidad costera de Israel con mayoría árabe.
Está situada al noroeste de Or Akiva, en el distrito de Haifa.
Está localizada al norte de Cesarea, en el distrito de Haifa.
Consiguió el estatus de concejo local en 1961.